# Выдача прибалтийских легионеров
Выдача прибалтийских легионеров (швед. baltutlämningen) — состоявшаяся в январе 1946 года выдача Швецией Советскому Союзу латышей, эстонцев и литовцев, служивших во время Второй мировой войны в вооруженных силах нацистской Германии.

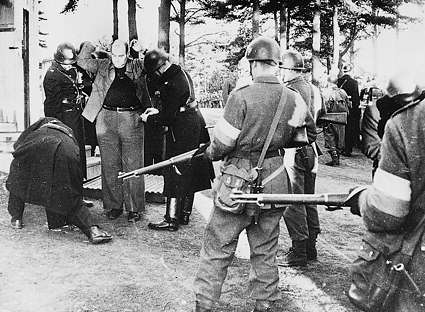
Проверка прибалтийских легионеров в лагере беженцев

В последний год Второй мировой войны Швеция принимала беженцев из Германии и Балтии. Уже в 1944 году первые балтийские беженцы прибыли на Готланд. А последний катер с беженцами отплыл на шведский остров Готланд 30 октября 1945 года.
В Швецию только активыстами ЛЦС было переправлено более 3500 латышских беженцев. Накануне 9 мая большая группировка солдат до 20 тысяч, морем эвакуировалась в Швецию. Около 30 000 эстонцев и 6 500 эстонских шведов, группа, жившая в Эстонии со времен викингов, бежали или были перевезены в конце Второй мировой войны через Балтийское море в Швецию.
В июне 1945 года Советский Союз потребовал выдачи около двух тысяч солдат, прибывших в Швецию в немецкой военной форме. Основную их часть составляли немцы. Правительство Швеции отказалось их выдать, как и 30 тысяч гражданских лиц, бежавших в страну. Попытка выдачи прибалтийцев была воспринята шведским обществом крайне отрицательно, проводились интенсивные акции протеста. Однако в начале 1946 года 132 латыша, 9 литовцев, 7 эстонцев и 227 немцев были вывезены из порта Треллеборга на советском корабле «Белоостров» в Советский Союз.
В 1994 году Швеция выразила глубокое сожаление по поводу случившегося и пригласила ещё живых легионеров посетить Швецию. В Швецию прибыло 35 латышей, 4 эстонца и 1 литовец, которых 20 июня 1994 года принял у себя король Карл XVI Густав. Министр иностранных дел Маргарета Угглас официально принесла извинения от лица Швеции.